# Elizabeth Bethune
Elizabeth Bethune, o Beaton (m. después de 1544), fue una de las amantes de Jacobo V de Escocia. Su hija, Lady Jean Stewart, se casó con Archibald Campbell, V conde de Argyll.
Elizabeth era hija de Sir John Beaton de Creich, un sobrino de James Beaton, Arzobispo de St Andrews. De niña, la hija de Elizabeth, Jean, fue criada en casa de María de Guisa (reina de Escocia como esposa de Jacobo V, y brevemente en la guardería del Príncipe James, Duque de Rothesay, hijo varón y legítimo del rey.
Posteriormente, Elizabeth se casó con John Stewart, IV Lord Innermeath, con quien tuvo dos hijos, John Stewart (d.1607), y James Stewart, V Lord Innermeath. Elizabeth y su marido John recibieron tierras en la parroquia de Inverkeilor en mayo de 1544.  Se casó en segundas nupcias con James Gray.